# Setobaudinia pagoana
Setobaudinia pagoana är en snäckart som beskrevs av Alan Solem 1985. Setobaudinia pagoana ingår i släktet Setobaudinia och familjen Camaenidae. Inga underarter finns listade i Catalogue of Life.